# Fantapapa
Fantapapa, italià per "Fantasy Pope", és una lliga de fantasia amb seu a Itàlia per apostar sumes nominals en conclaves papals. Establert pels defensors contra els jocs d'atzar. Pietro Pace i Mauro Vanetti específicament per al conclave papal de 2025, l'únic pagament és la "glòria eterna". El 5 de maig de 2025 tenia 75.000 jugadors a Itàlia, on cap plataforma amb llicència ofereix jocs d'atzar en conclaves.
És cert que una visió alegre d'un tema seriós basat en dades reals, els jugadors tenen 11 cardenals entre els quals triar i classificar; També es poden apostar molts altres aspectes del conclave com el nom papal, la llengua, el nombre de rondes, el dia que apareix el fum blanc, etc. Els jugadors guanyen punts d'acord amb la cobertura dels mitjans nacionals i internacionals dels membres del seu equip "s'esmenten de manera destacada". En part educativa, amb la intenció de desmitificar el conclave fins a cert punt, la lliga de fantasia s'obrirà als apostadors internacionals i ofereix mini-lliçons útils en l'idioma italià.